# آخرین یورش
آخرین یورش (انگلیسی: The Last Assault) با نامِ اصلیِ ما، در خطوط مقدم (رومانیایی: Noi, cei din linia întâi) یک فیلم درام رومانیایی به کارگردانی سرجیو نیکلائسکو است که در سال ۱۹۸۵ به نمایش درآمد.

## چکیده داستان
هوریا لازار (جورجه الکساندرو) یک افسر مشتاق اما بی تجربه است که فرماندهی نیروهای رومانیایی را برعهده دارد. واحد او  سراسر خاک ترانسیلوانی، مجارستان و چکسلواکی را درمی نوردد و در طی آن تلفات سنگینی را متحمل می شود. بخش اعظم نیمه دوم فیلم محاصره بوداپست، از جمله تلاش آلمان برای از میان بردن آن را پوشش می دهد.
در طول جنگ، لازار با سیلویا (اونسا)، دختر ژنرال مارینسکو (با بازی خود سرجیو نیکولائسکو) رابطه برقرار می کند.

## بازیگران
- جورجه الکساندرو
- یون بسویو
- سرجیو نیکلائسکو
- میرچئا آلبولسکو
- کولئا رائوتو
- سیلویو استانکولسکو
- اشتفان یورداکه
- یون آنگل
- والنتین اوریتسکو